# Рудник «Флюоритовий»
Рудни́к «Флюори́товий» — колишній гірничодобувний майданчик на сході Узбекистану.
У 1934-му в південно-західній частині Чаткальського хребта відкрили родовище флюориту Агата, а в 1938-му виявили його продовження Чибаргата. Розробку об'єднаного Агата-Чибаргатинського родовища почали в 1950 році. Руду зі вмістом флюориту 31—34 % збагачували флотацією, при цьому рівень вилучення флюориту становив 92,8 %. Розробку організували через Середньочирчикський (Тойтепінський) плавіко-шпатовий комбінат, який з 1963-го увійшов до складу Рудоуправління № 2 Ленінабадського гірничо-хімічного комбінату та став рудником «Флюоритовий».
У 1963-му проєктна річна потужність рудника становила лише 40 тисяч тонн, проте невдовзі цей показник довели до 400 тисяч тонн (із випуском на люмометричній збагачувальній фабриці до 95 тисяч тонн концентрату зі вмістом флюориту 86 %). При цьому рудник також узявся за роботи на родовищі Наугискен, де в 1966—1968 роках на глибинах у 300—350 метрів відкрили комерційні поклади флюориту.
Після розпаду СРСР рудник разом з Рудоуправлінням № 2 передали до складу Навоїйського гірничо-металургійного комбінату (центральна контора Ленінабадського комбінату була на території Таджикистану).
У 1996-му роботу рудника «Флюоритовий» припинили через нерентабельність, при цьому накопичений видобуток з початку розробки родовищ становив 4,3 млн тонн руди, яка містила 1,26 млн тонн флюориту.